# Luxemburger Gesellschaft für Deutsche Literatur und Kunst
Die Luxemburger Gesellschaft für Deutsche Literatur und Kunst , kurz GEDELIT,  wurde im März 1934 gegründet und sollte zunächst als pangermanische Bewegung den Einfluss deutscher Kultur in Luxemburg fördern. Aus diesem Grund waren auch Staatsminister Pierre Prüm und andere namhafte Persönlichkeiten aktive Mitglieder.
Präsident der GEDELIT seit 1935 war der Deutsch- und Griechischlehrer Damian Kratzenberg, Sohn einer luxemburgischen Mutter und eines deutschen Vaters, welcher den Verein zunehmend zu einer Anlaufstelle für Luxemburger sowie in Luxemburg lebende Deutsche mit nationalsozialistischer Gesinnung umfunktionierte. So verbreitete der Verein ab 1938 NS-Propaganda an luxemburgischen Schulen.
Der Sturmtrupp Lützelburg, eine Schulgruppe nationalsozialistischer Schüler und Studenten, nutzte das Versammlungslokal der GEDELIT, das der Verein ihnen zur Verfügung stellte, außerdem für eigene Zwecke. Mit der Parole „Heim ins Reich“ forderten die GEDELIT und der Sturmtrupp Lützelburg die Eingliederung des Großherzogtum Luxemburgs ins Deutsche Reich.
Die GEDELIT bestand noch bis 6. Juli 1940, kurz nach dem Überfall der Wehrmacht und der Besetzung Luxemburgs. Anschließend wurde der Verein vollständig gleichgeschaltet und zur Volksdeutschen Bewegung (VdB) umgetauft.